# Lydella repanda
Lydella repanda är en tvåvingeart som beskrevs av Robineau-desvoidy 1863. Lydella repanda ingår i släktet Lydella och familjen parasitflugor.
Artens utbredningsområde är Frankrike. Inga underarter finns listade i Catalogue of Life.